# Німецький аерокосмічний центр
Німецький аерокосмічний центр (нім. Deutsche Zentrum für Luft- und Raumfahrt, DLR) — дослідницький центр у Німеччині, що спеціалізується з аерокосмічної галузі, енергетики, транспорту, цифровізації та безпеки, проводить прикладні та фундаментальні наукові дослідження. Штаб-квартира розташована в Кельні, також організація включає 30 представництв Німеччині та філії за кордоном. У своїй дослідницькій та дослідно-конструкторській роботі DLR співпрацює з іншими дослідницькими та промисловими установами по всьому світу.

## Історія

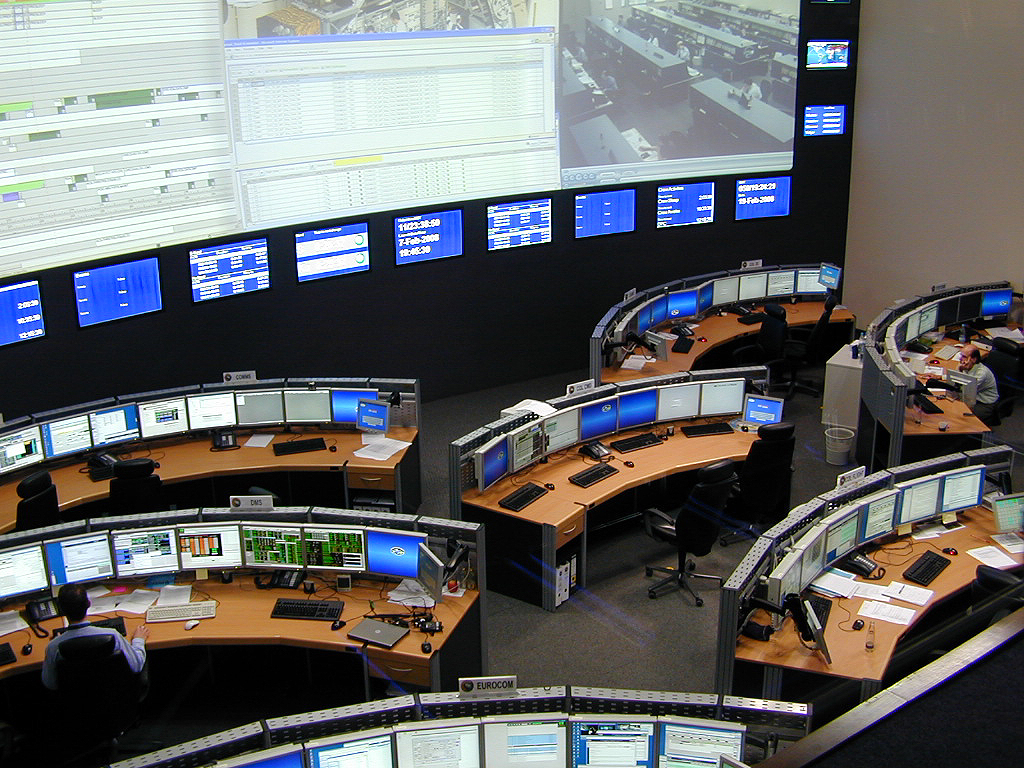
Німецький центр космічних операцій (GSOC) в Оберпфаффенхофені поблизу Мюнхена

Найстаріша організація-попередник, Модельний дослідницький інститут аеродинаміки (нім. Modellversuchsanstalt für Aerodynamik) Товариства вивчення моторних дирижаблів, була заснована в 1907 році Людвігом Прандтлєм у Геттінгені. Цей інститут пізніше став Аеродинамічним дослідницьким інститутом (нім. Aerodynamische Versuchsanstalt, AVA). Безпосереднім попередником був Інститут авіаційних радіодосліджень в Оберпфаффенгофені (нім. Flugfunkforschungsinstitut Oberpfaffenhofen, FFO), заснований у 1937 році на чолі з Максом Дікманом. Він досліджував методи та процедури позиціонування, зв'язку та навігації за допомогою електромагнітних хвиль. Вже через рік після заснування в інституті працювали 115 співробітників, у тому числі 17 старших інженерів. До кінця війни чисельність працівників зросла до 2 тисяч. Наприкінці війни армія США захопила все обладнання й документи та відвезла їх до Дейтона, штат Огайо.
DLR створено в 1969 році під назвою Німецький аерокосмічний науково-дослідний інститут (нім. Deutsche Forschungs- und Versuchsanstalt für Luft- und Raumfahrt, DFVLR) шляхом злиття кількох установ. Крім Аеродинамічного науково-дослідного інституту, це були Німецький дослідницький інститут авіації (нім. Deutsche Versuchsanstalt für Luftfahrt, DVL) і Німецький науковий інститут авіації (нім. Deutsche Forschungsanstalt für Luftfahrt, DFL), а в 1972 році також додалось Товариство космічних досліджень (нім. Gesellschaft für Weltraumforschung, GfW). Науково-дослідний інститут також включав Інститут авіаційної медицини (нім. Institut für Flugmedizin) в Бонні-Бад-Годесберзі.
У 1989 році DFVLR перейменовано в Німецький інститут аерокосмічних досліджень (нім. Forschungsanstalt für Luft- und Raumfahrt, die DLR). З моменту злиття з Німецьким агентством з космічних справ (нім. Deutschen Agentur für Raumfahrtangelegenheiten, DARA) 1 жовтня 1997 року використовується нинішня назва Німецький аерокосмічний центр (нім. Deutsches Zentrum für Luft- und Raumfahrt, das DLR — скорочення залишилось незмінним, але змінився його рід в німецькій мові).
Станом на 2019 рік в DLR Göttingen понад 480 експертів працювали над літаками, космічними кораблями та високошвидкісними поїздами, обладнання включало понад 20 аеродинамічних труб і великих установок для експериментальних досліджень.

## Структура

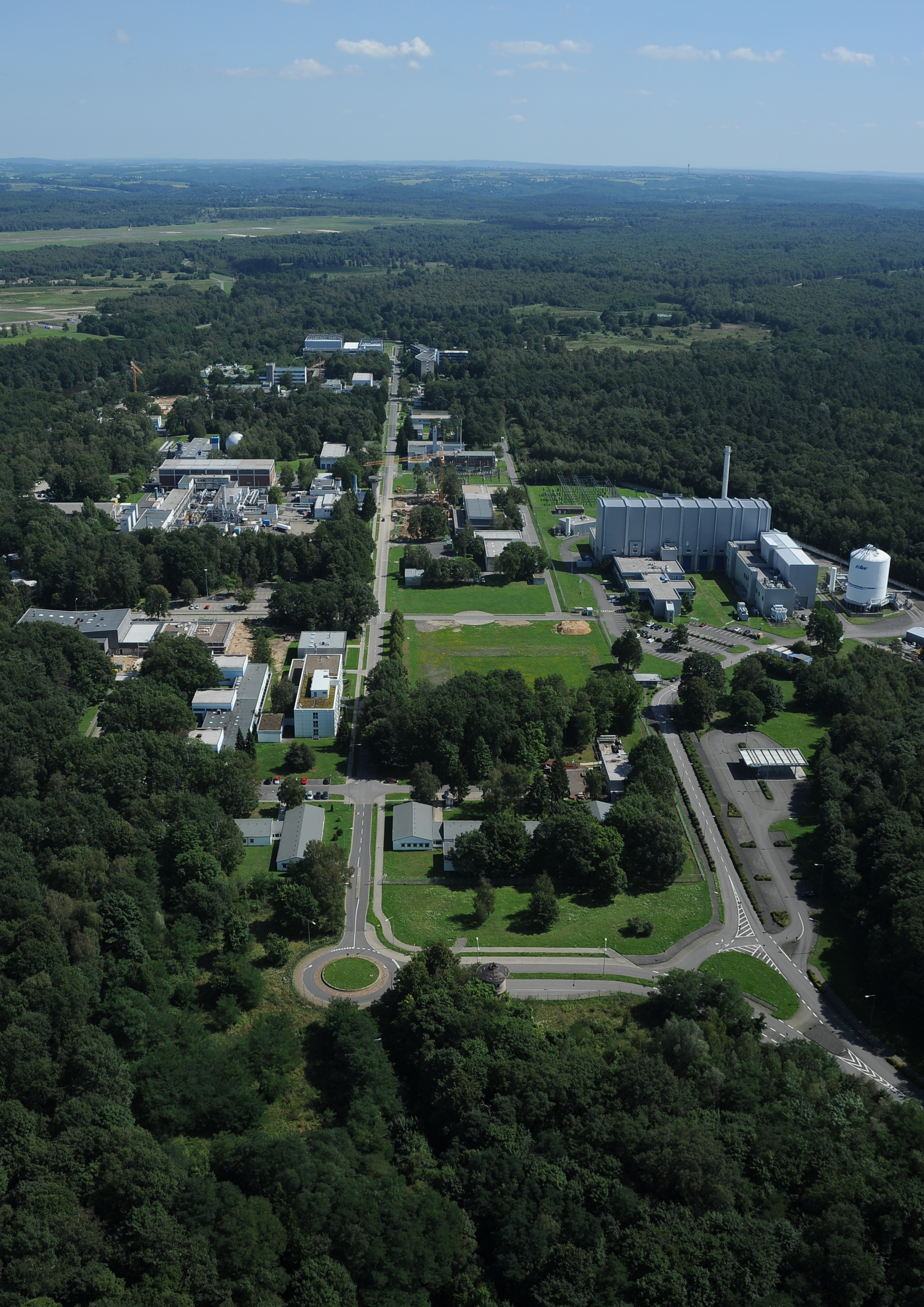
Штаб-квартира DLR у Кельні, аерофотознімок

Правління DLR складається з чотирьох штатних членів. Їх підтримують три керівники відділів для дослідницьких галузей авіації, космічних подорожей, енергетики та транспорту.
DLR працює децентралізовано та налічує близько 10 000 співробітників (станом на лютий 2021 року) і має 55 різних інститутів та багато інших випробувальних та робочих об'єктів у 30 місцях по всій Німеччині. Кожний підрозділ має свою спеціальну спрямованість. У головному офісі в Кельні (штаб-квартира правління) працює близько 1500 осіб. Найбільше підприємство з приблизно 1800 співробітниками — Оберпфаффенгофен. DLR має офіс у Берліні на Берлінський науковий форум, а також в Брюсселі, Парижі, Токіо та Вашингтоні та в Альмерії на південному сході Іспанії. DLR підтримує онлайн-портал DLR.de та публікує у форматі PDF щоквартальний журнал DLR німецькою та англійською мовами.
У 2018 фінансовому році бюджет DLR на власні дослідження та розробки, а також на виконання операційних завдань становив близько 1,035 мільярда євро. Близько 49 відсотків бюджету було стороннім фінансуванням, отриманим на конкурсній основі. Крім того, DLR розподіляє фінансування загальним бюджетом понад 3 мільярди євро на космонавтику, авіацію та дослідницькі проєкти з інших тем.
DLR є повноправним членом Консультативного комітету з космічних систем даних, а також членом Товариства імені Гельмгольца та Європейської кооперації зі стандартизації в галузі космічної техніки.

## Дослідження та розробки
Основні завдання DLR включають дослідження Землі та Сонячної системи, а також розробку екологічно чистих технологій. У зв'язку з цим DLR проводить дослідження в галузі авіації, космонавтики, транспорту, енергетику, безпеки та цифровізації. Діяльність включає як фундаментальні, так і прикладні дослідження.
DLR управляє великомасштабними дослідницькими установами, такими як унікальна в усьому світі катапульта для дослідження високошвидкісних поїздів. Окрім власної дослідницької діяльності, DLR співпрацює з німецькими та іноземними партнерами з політичної, бізнесової, промислової та наукової сфери. Наприклад, DLR разом із французьким аерокосмічним заводом ONERA підтримує найбільшу в Європі мобільну стаціонарну вібраційну систему. У Німеччині DLR отримує замовлення від федерального уряду Німеччини для планування та реалізації німецької космічної діяльності та відповідає за реалізацію проєктів фінансування від різних міністерств. На міжнародному рівні DLR тісно співпрацює з НАСА та ЄКА, а також з військовими установами, такими як Дослідницька лабораторія ВПС США. Після вторгнення Росії в Україну всі проєкти з російською участю зупинили в березні 2022 року.

### Космонавтика

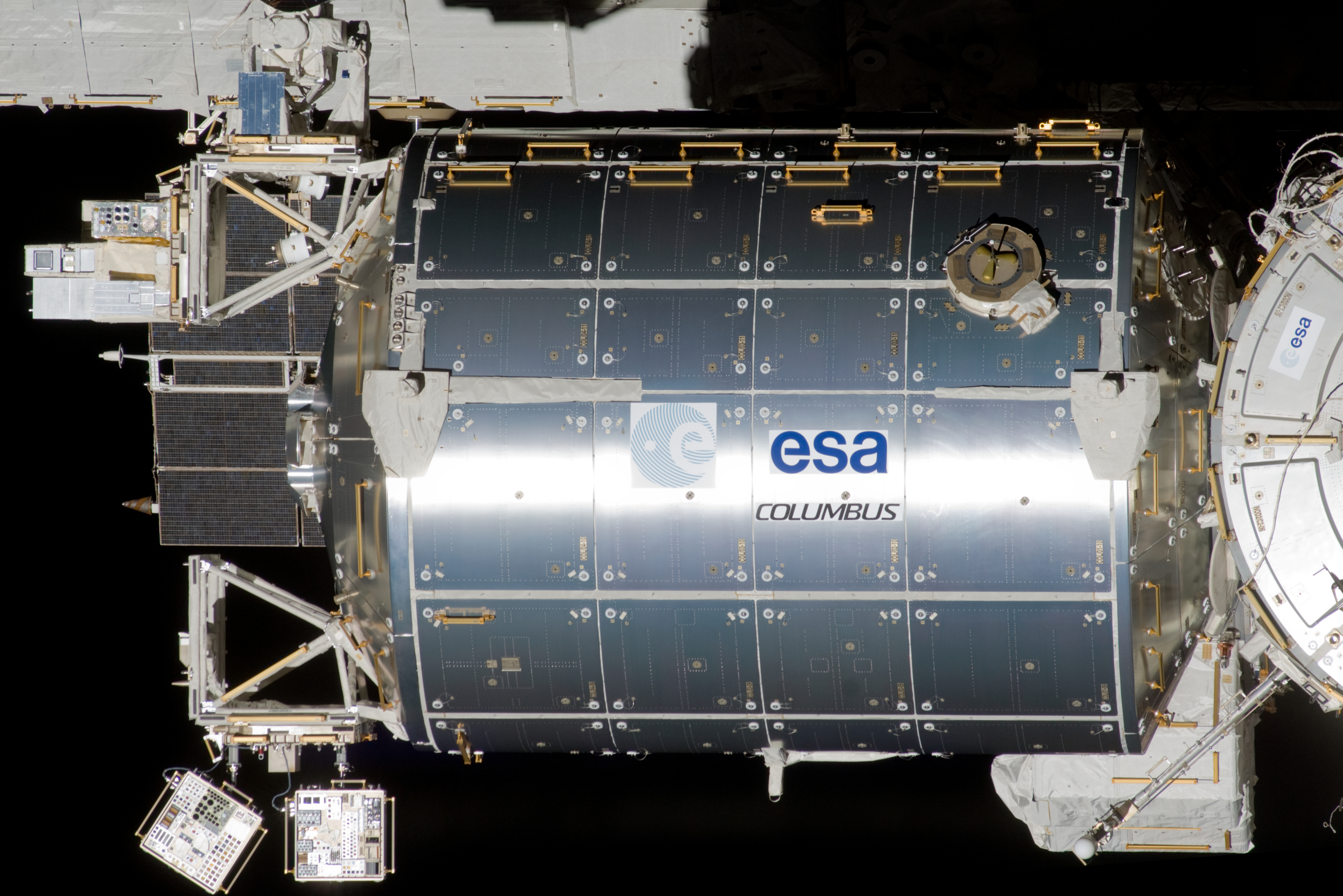
Модуль Коламбус на Міжнародній космічній станції

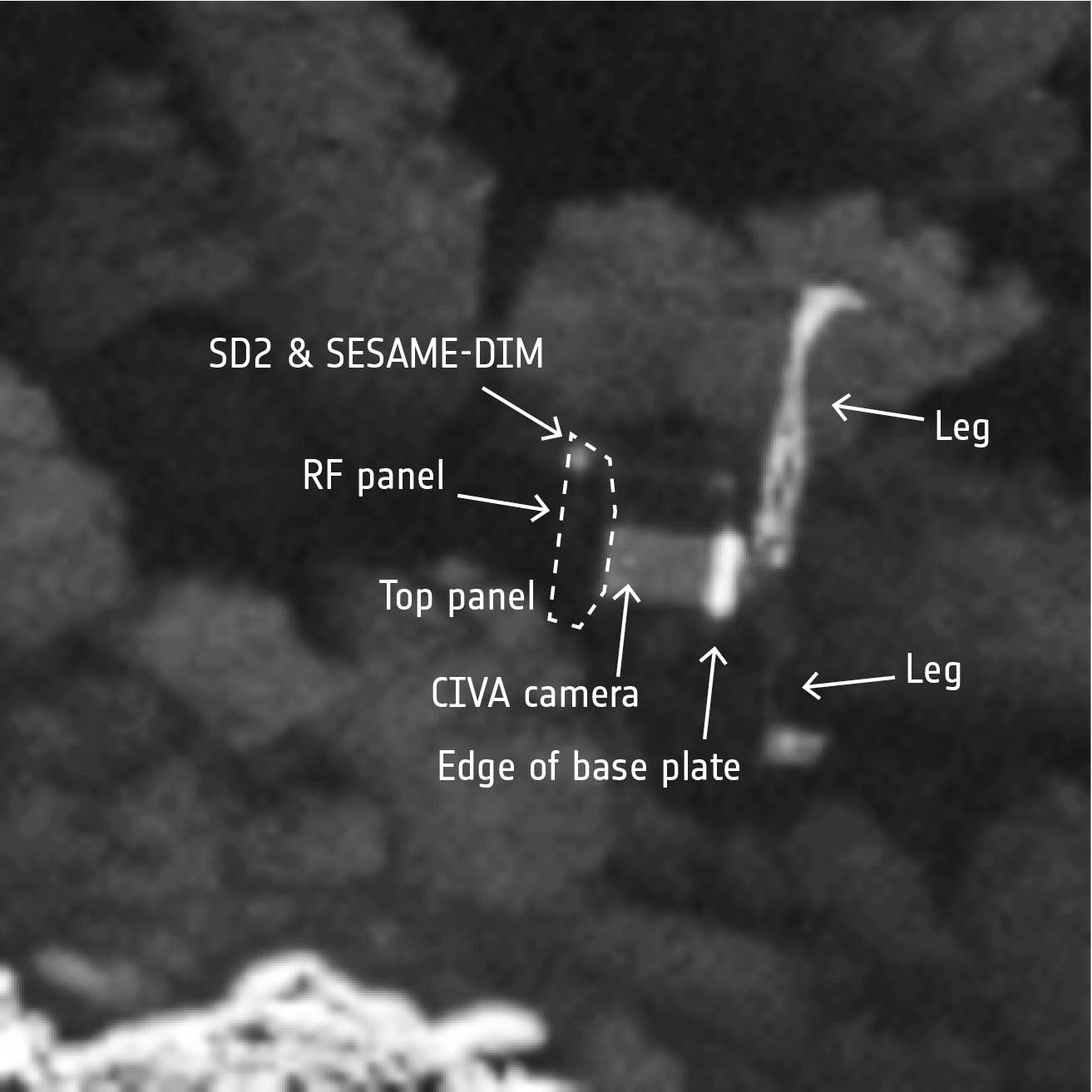
Анотована фотографія зонда Філи після невдалої посадки на комету Чурюмова-Герасименко

Німецькі космічні дослідження за участю DLR варіюються від експериментів у невагомості до дослідження інших планет і спостереження за навколишнім середовищем із космосу. Крім того, як космічне агентство Німеччини, DLR виконує завдання щодо планування та реалізації німецької космічної програми.
DLR не має власного космодрому, тому німецькі космічні місії зазвичай стартують з космодрому Куру у Французькій Гвіані, часто у співпраці з ЄКА.
DLR відповідає за координацію наукової роботи на дослідницькому модулі Коламбус на Міжнародній космічній станції та за роботу системи та забезпечення життя на борту лабораторії. Керування модулем виконують з центру управління в Оберпфаффенхофені.
DLR відіграв ключову роль у будівництві посадкового модуля Філи в керованій Європейським космічним агентством місії Розетта (2004—2015) до комети Чурюмова-Герасименко. Саме DLR готував і контролював посадку модуля Філи на комету.
Стереокамера високої роздільної здатності HRSC є найважливішим внеском Німеччини в місію Європейського космічного агентства Марс-експрес. Камера, початково розроблена для Марс-96 в Інституті планетних досліджень DLR, робить зображення поверхні Марса з розміром деталей від 10 до 30 м і дозволяє аналізувати їх у трьох вимірах.
Компактний супутник DLR EuCROPIS (2018) досліджує, чи здатні бактерії в космосі перетворювати сечу на поживні речовини для рослин, як це вони роблять на Землі. Цю технологію планується використовувати для майбутніх довготривалих пілотованих місій та для зменшення викидів забруднюючих речовин у мегаполісах на Землі.
З 2005 року DLR досліджує можливість забезпечення міжконтинентальних пасажирських перевезень за допомогою суборбітальних космічних польотів. DLR розробляє космічний корабель багаторазового використання SpaceLiner, призначений для вертикального зльоту та горизонтальної посадки. Він має дві ракетні ступені і працює на рідкому паливі.

### Авіація

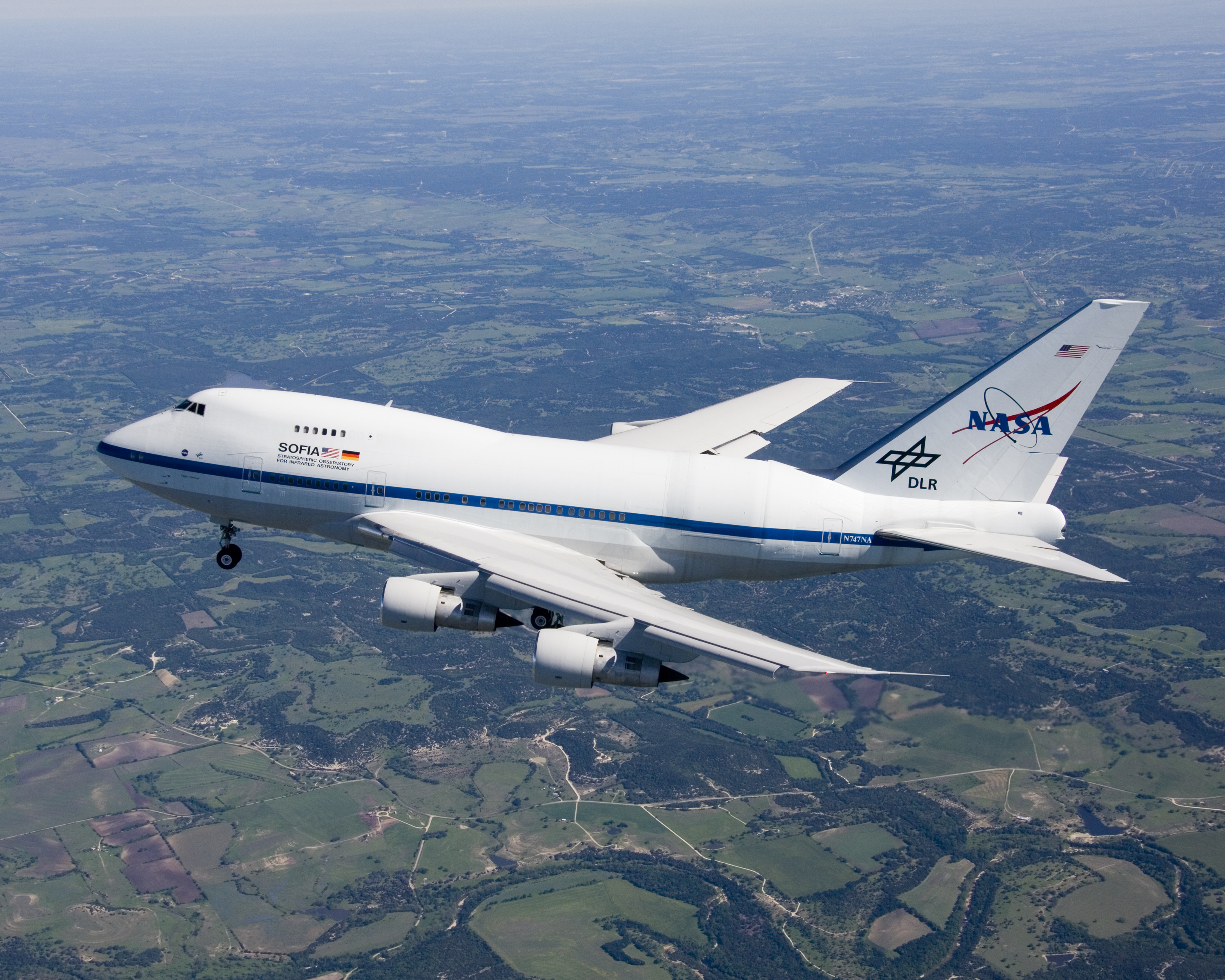
Перший рейс повітряної обсерваторії SOFIA 26 квітня 2007 року

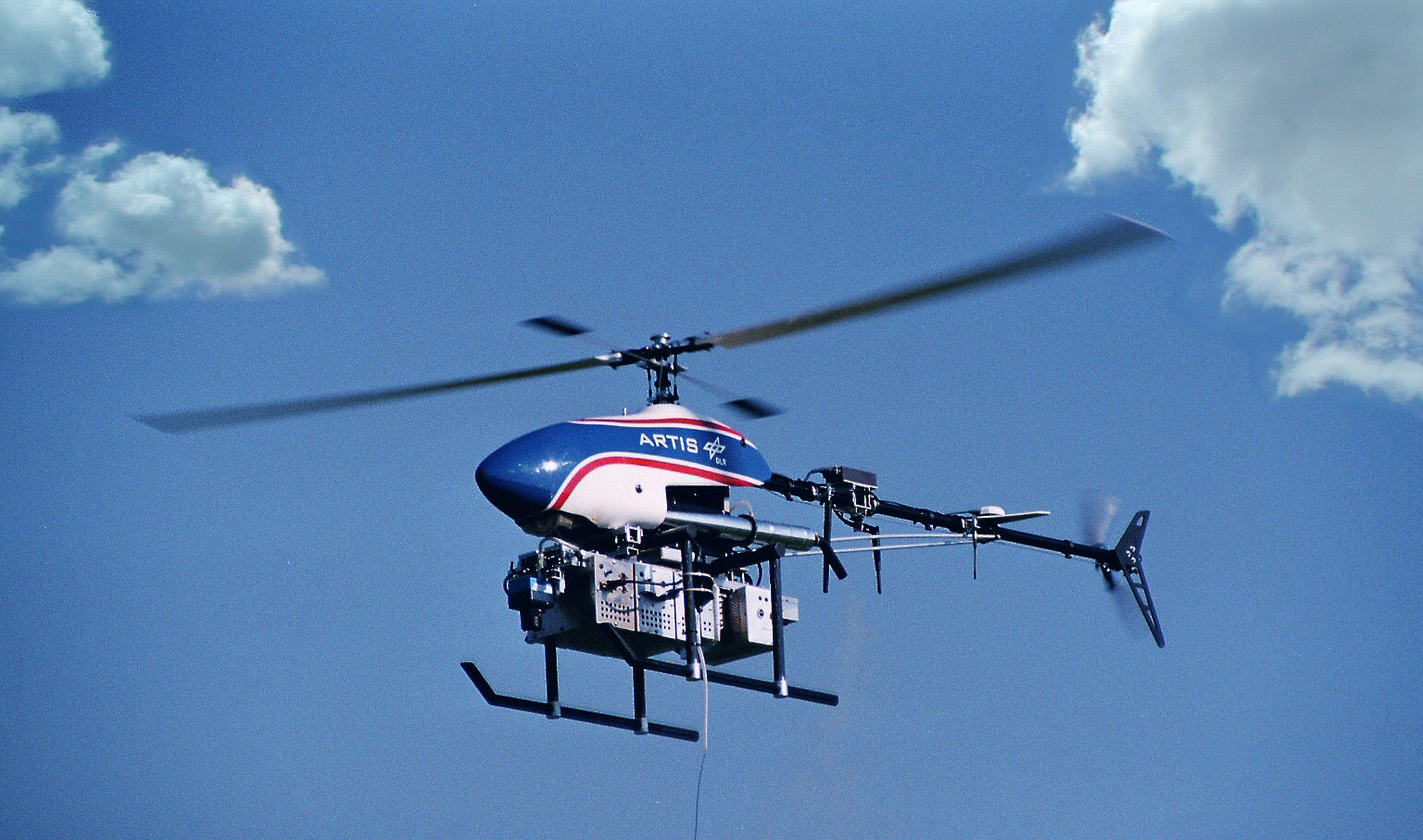
Автономний гелікоптерний випробувальний стенд для інтелектуальних систем ARTIS, 2006

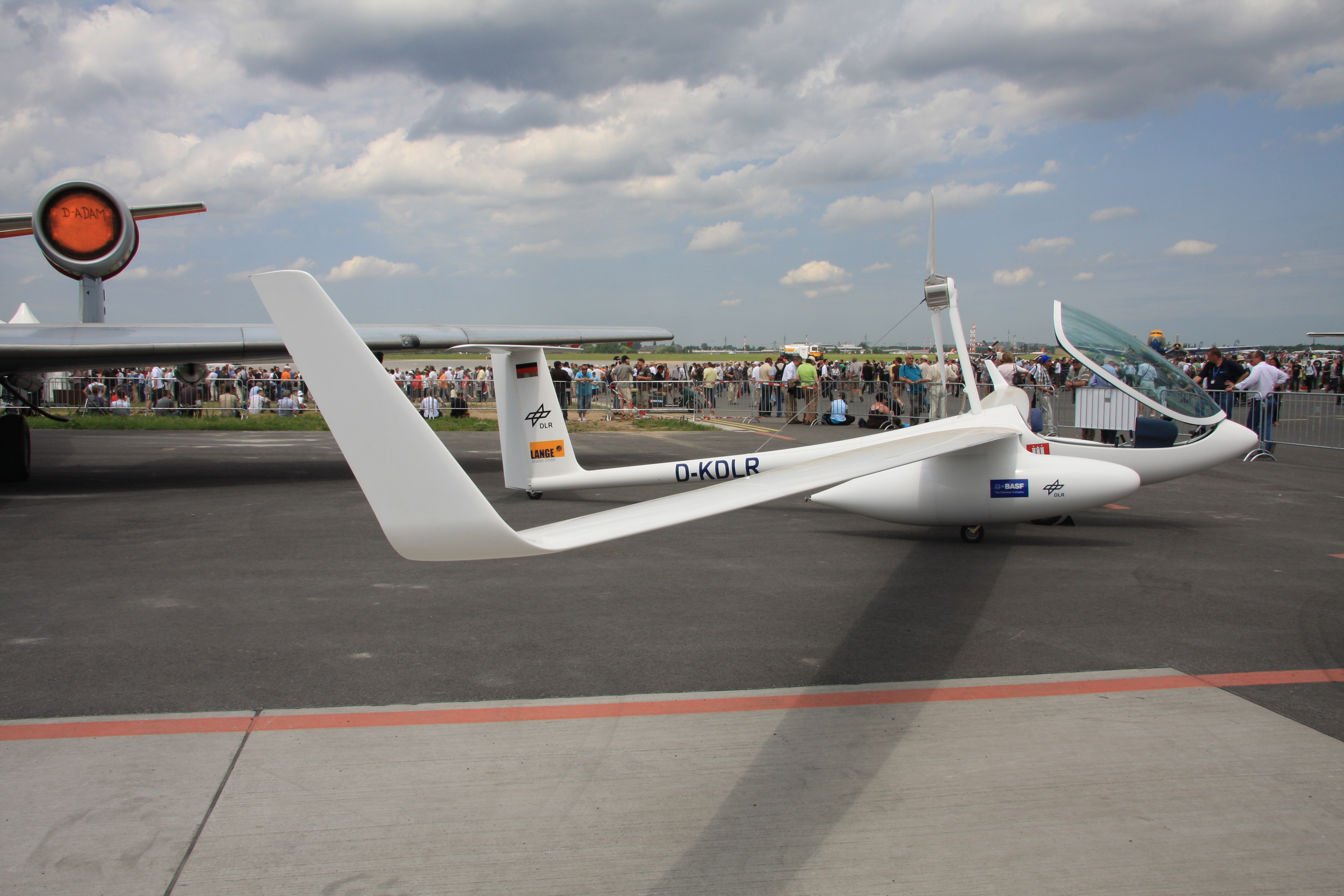
Lange Antares

Метою авіаційних досліджень DLR є посилення конкурентоспроможності німецької та європейської авіації та авіаційної промисловості та відповідність сучасним політичним та суспільним вимогам, наприклад, коли йдеться про екологічно чистий повітряний транспорт.
DLR керує найбільшим парком дослідницьких літаків у Європі. Це означає дослідження за допомогою літаків та дослідження самих літаків. Дослідницькі літаки DLR слугують платформами для досліджень Землі, атмосфери, космосу та для випробування нових компонентів літака. Наприклад, DLR досліджує флатер крил літаків і способи його пригнічення, що також сприяє зменшенню шуму літака.
З 2009 року DLR має висотний дослідницький літак Gulfstream G550 для досліджень атмосфери та спостереження Землі.
Найбільший літак DLR, Airbus A320-232 D-ATRA, використовується для льотних випробувань з 2008 року.
DLR спільно з НАСА керував інфрачервоним телескопом SOFIA, встановленим на літаку Boeing 747SP.
DLR розробляє безпілотний гелікоптер ARTIS, здатний самостійно без людини-оператора знаходити шлях у повітрі та коригувати план польоту з урахуванням змін навколишнього середовища.
На Берлінському авіасалоні 2024 року DLR представив вживаний Dornier 328—100, придбаний у Deutsche Aircraft, який був переобладнаний в транспортний засіб для льотних випробувань з екологічно чистими системами, паливом і силовими технологіями.
DLR випробовує мотопланер Antares 20E, в якому електрична енергія генерується паливним елементом за допомогою водню. Також DLR досліджує можливість глобального переходу світової авіації на водневі двигуни з метою мінімізації викидів вуглекислого газу.

### Дистанційне зондування Землі
У рамках дистанційного зондування Землі супутники постійно досліджують земну атмосферу, поверхню суші та океану, а також поверхню льоду. Застосування дистанційного зондування включає моніторинг навколишнього середовища та надання допомоги при стихійних лихах.
Після цунамі в Індійському океані 26 грудня 2004 року DLR за допомогою супутників спостереження Землі дуже швидко створив найновіші карти, які допомагали гуманітарним працівникам орієнтуватися під час виконання їхніх місій. Під час Чемпіонату світу з футболу 2006 DLR реалізував «Проєкт Футбол», щоб уникнути заторів. Після виверження вулкана Ейяф'ятлайокутль у 2010 році дослідницький літак Німецького аерокосмічного центру Falcon 20E використовувався для вимірювання кількості вулканічного попелу. Після аварії нафтової платформи Deepwater Horizon в Мексиканській затоці 22 квітня 2010 року, DLR використовував свій супутник спостереження Землі TerraSAR-X, щоб дослідити нафтову пляму на поверхні океану.

### Енергетика
В енергетичних дослідженнях DLR працює над високоефективними та низьковуглецевими процесами виробництва електроенергії на основі газових турбін і паливних елементів, виробництвом сонячної електроенергії, вітряними турбінами та ефективним використанням тепла, включаючи когенерацію тепла та електроенергії на основі викопного палива та відновлювані джерела енергії. З 2020 року DLR Штутгарт досліджує безкобальтові літій-іонні батареї в рамках спільного проєкту ЄС Hydra.
Вчені DLR працюють над проєктом HYDROSOL, в якому вода має термічно розкладатись на водень і кисень за допомогою сонячної енергії без викидів вуглекислого газу. У 2007 році цей проєкт був нагороджений премією Декарта Європейської комісії.
DLR бере значну участь у розробці технологій для сонячних баштових електростанцій, в яких дзеркала спрямовують сонячне випромінювання до центрального теплообмінника, розташованого на башті, де виділене тепло використовується для виробництва електроенергії за допомогою турбін.

### Транспорт

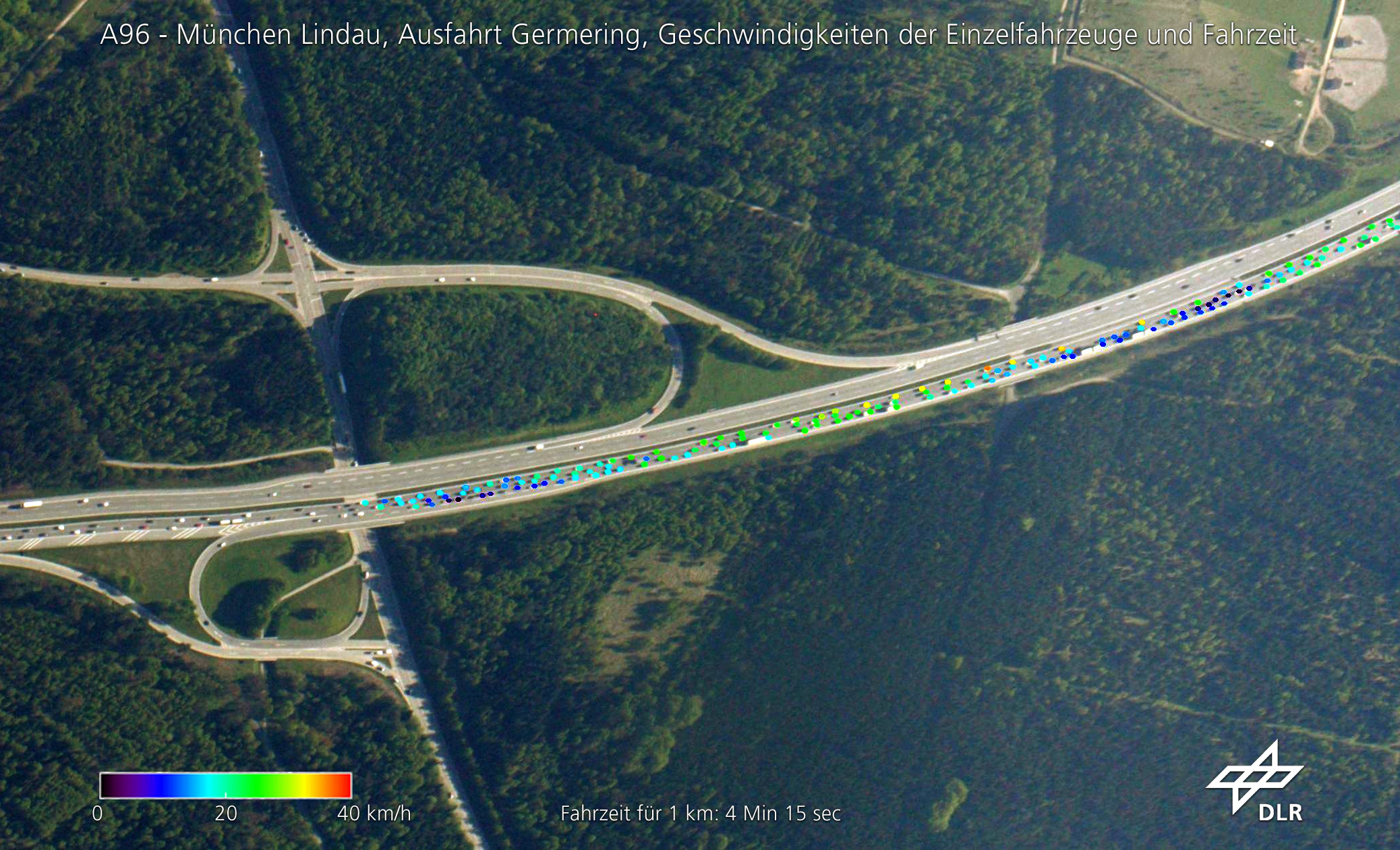
Автобан A 96 (виїзд на Гермерінг), пробка з оцінкою часу в дорозі, візуалізованою кольором. (Створено в рамках кампанії DLR/ADAC з широкомасштабного моніторингу дорожнього руху)

Транспортні дослідження DLR стосуються питань забезпечення мобільності, захисту навколишнього середовища та ресурсів, а також підвищення безпеки на транспорті в цілому. При цьому, зокрема, застосовуються знання, здобуті під час аерокосмічних досліджень. Сфери досліджень також включають самокеровані автомобілі.

### Інші галузі
Проєкт RIESGOS досліджує взаємодію між катастрофами (землетрусами, ядерними аваріями, зсувами ґрунту, цунамі, виверженнями вулканів тощо) та можливі ланцюгові реакції після них.
Інші галузі досліджень включають безпекові та оборонні дослідження та цифровізацію.

## Зв'язки з громадськістю

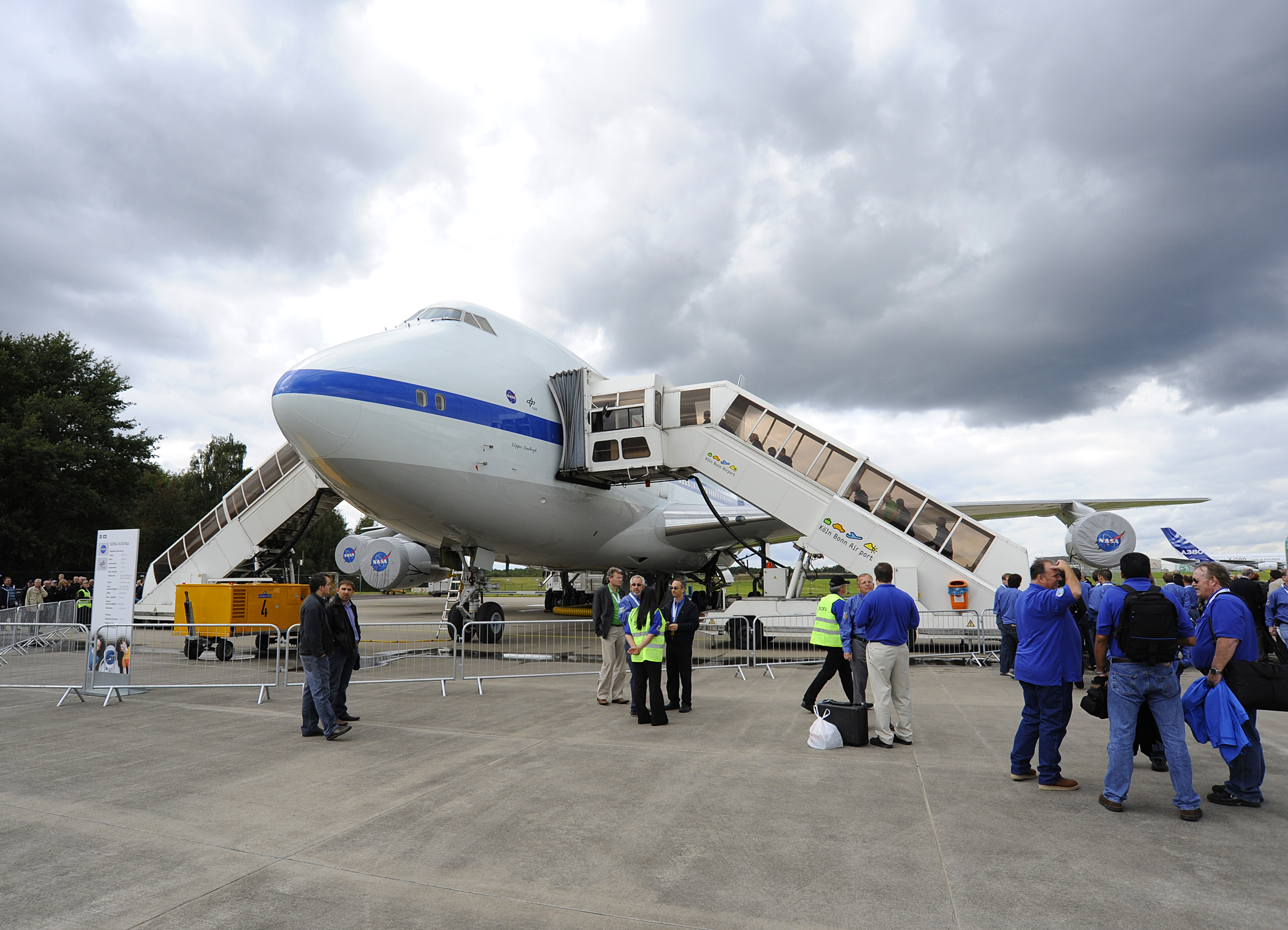
Повітряна обсерваторія SOFIA на «Дні повітряних і космічних польотів» 2011 року

DLR багато разів проводив «День повітряних і космічних польотів» у своїй штаб-квартирі в Кельні, на якому демонстрував своє обладнання й розробки, особливо літаки. Подія збирала десятки тисяч відвідувачів.
У березні 2012 року DLR зробив усі власноруч створені зображення доступними на умовах ліцензії Creative Commons.
У період з листопада 2010 року по грудень 2013 року DLR у співпраці з ESA випустив серію подкастів «Raumzeit» (простір-час), яка надалі була продовжена під спонсорством Великого Цайссівського  планетарію в Берліні. Подкаст модерує Тім Прітлав, який, серед іншого, бере інтерв'ю у співробітників DLR про різні наукові питання та про їхні власні дослідження.
У кількох місцях працюють Шкільні лабораторії DLR для підтримки зацікавленої молоді.